# Nederland (Overijssel)
Nederland (Nedersaksisch: Nederlaand) is een buurtschap in de gemeente Steenwijkerland in de Kop van Overijssel, een streek in de Nederlandse provincie Overijssel. Nederland telt ongeveer 20 inwoners.

## Omgeving
Het dorp ligt in het Nationaal Park Weerribben-Wieden, niet ver van het stadje Blokzijl, nabij de N333 tussen Steenwijk en Marknesse. Enkele andere plaatsen in de buurt zijn Baarlo, Kalenberg, Muggenbeet, Scheerwolde en Wetering.
Het plaatsje wordt aangedaan door wandel-, fiets- en kanoroutes en is in de tijd van natuurijs ook bij schaatsers geliefd. Zowel het Zuiderzeepad als het Overijssels Havezatenpad komt bijvoorbeeld door Nederland.
Er loopt één weg door Nederland, die in het gehucht van naam verandert: Veldhuisweg wordt Rietweg. Voorts is er een splitsing van twee waterwegen: de Heer van Diezenvaart (richting Kalenberg) en de Roomsloot (richting Blokzijl). Er staat een ooievaarsnest. Nederland is een voorbeeld van een vaardorp, dat wil zeggen: de oudste bebouwing was oorspronkelijk via het water ontsloten, niet via een weg.

## In de media
- TPG Post bracht in 2005 postzegels uit met de buurtschap als onderwerp.
- Nederland kwam in het nieuws vanwege herhaaldelijke diefstal van de plaatsnaamborden.[2]

## Foto's

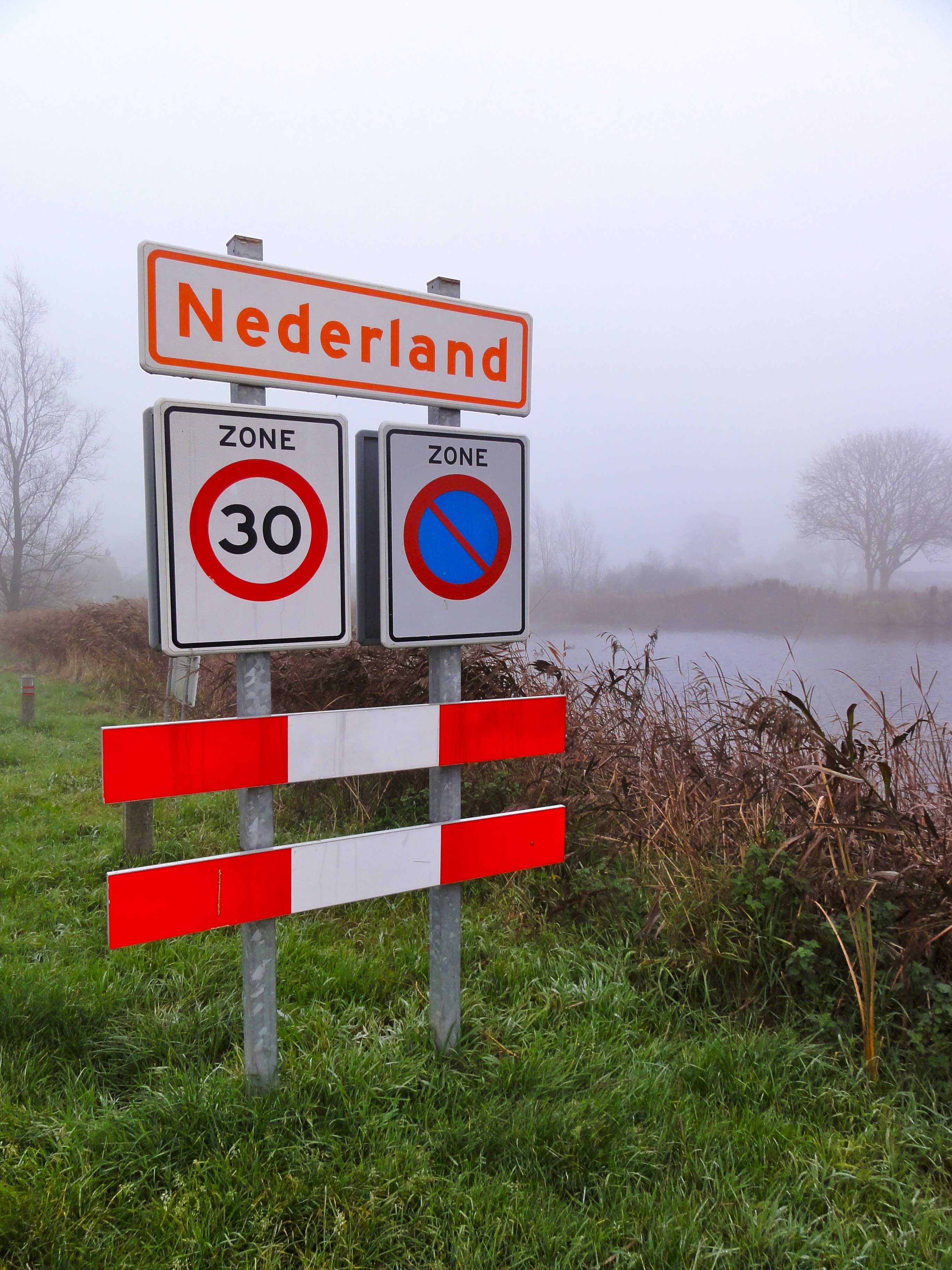
Plaatsnaambord van Nederland in 2011
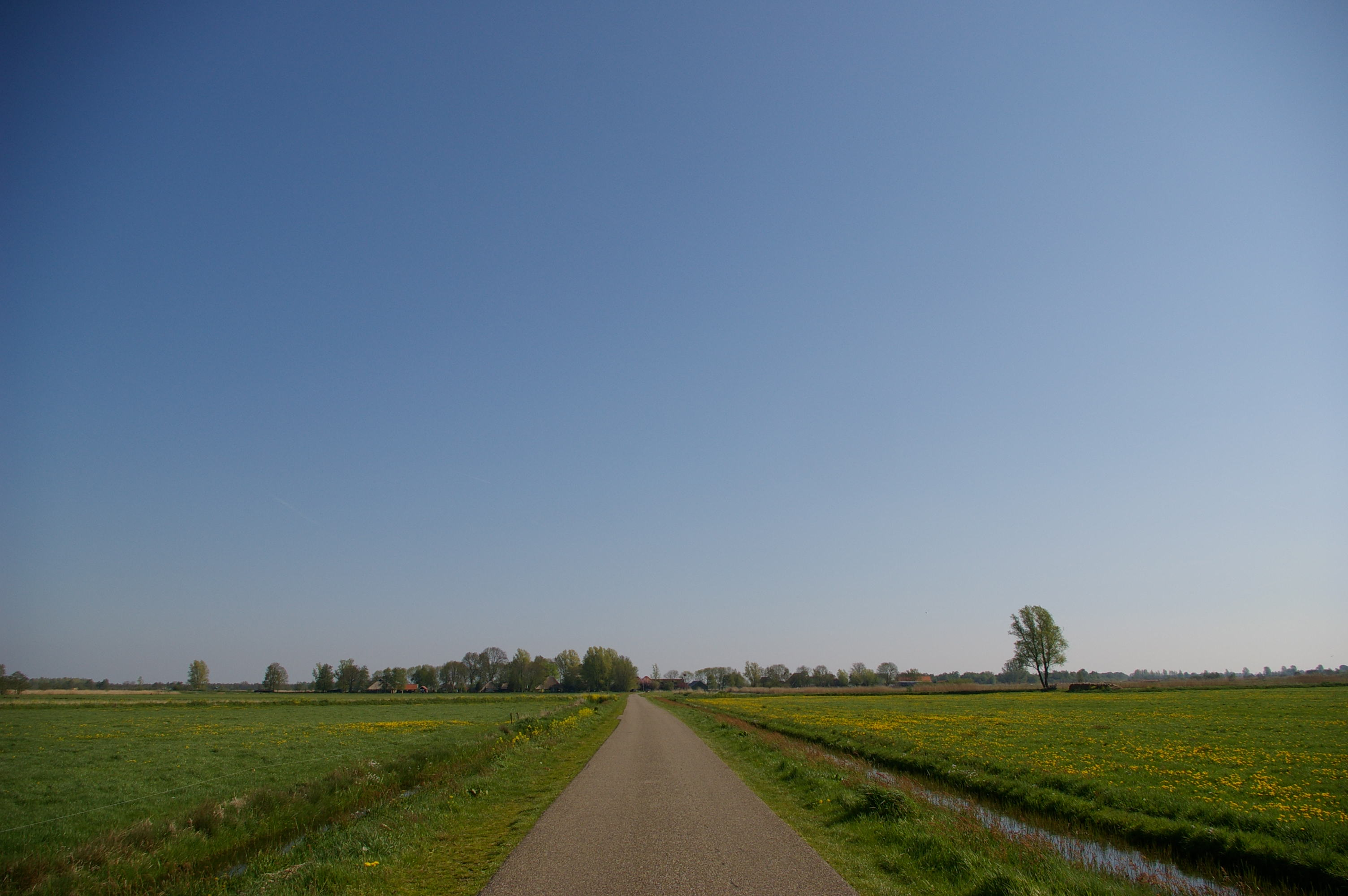
Zicht op Nederland
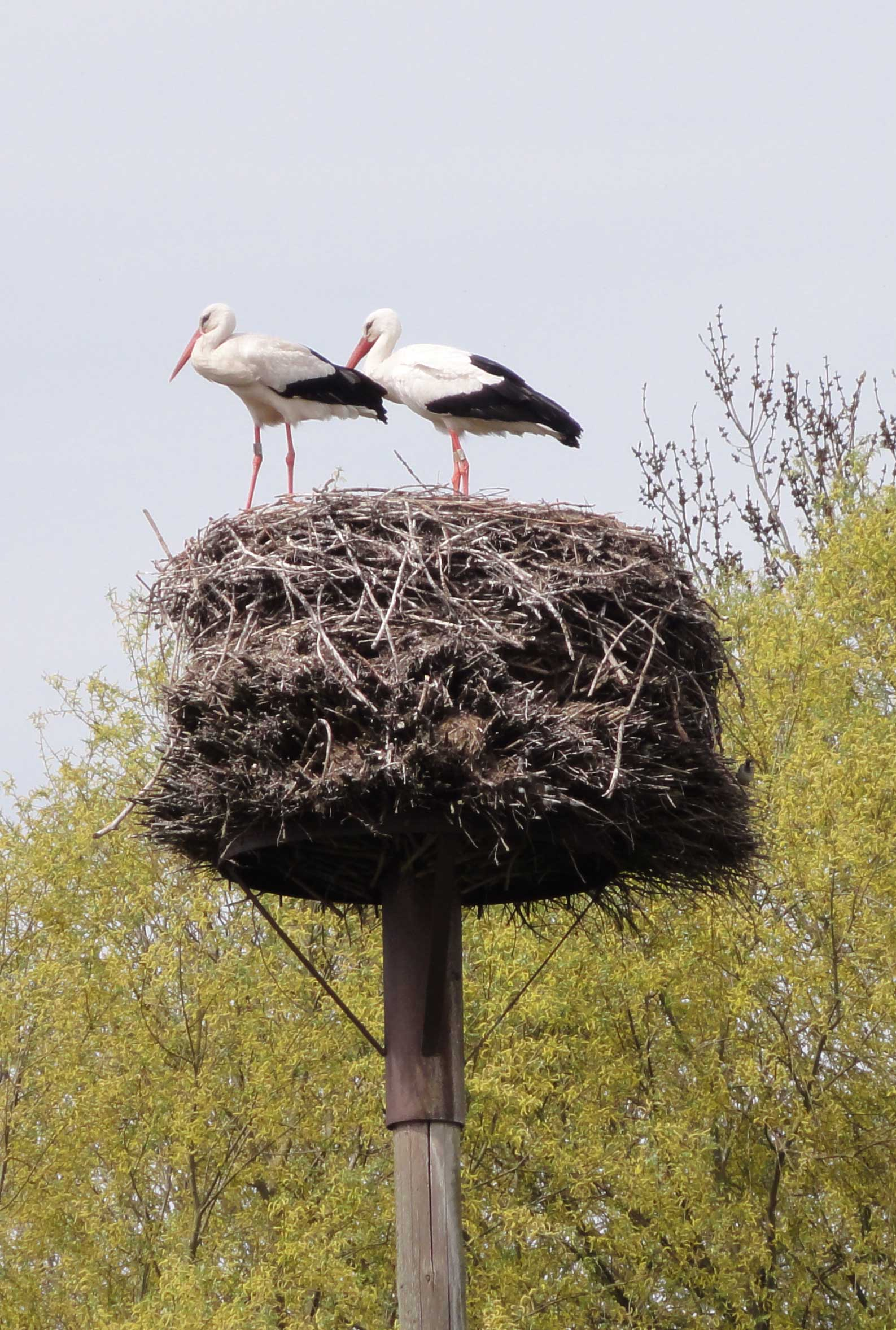
Ooievaarsnest in Nederland